# 大泉寛三
大泉 寛三（おおいずみ かんぞう、1894年（明治27年）9月4日 - 1981年（昭和56年）2月4日）は、日本の政治家。衆議院議員（3期）。参議院議員（1期）。

## 経歴
山形県北村山郡玉野村（尾花沢町を経て現尾花沢市）出身。
独学し、1917年（大正6年）川口町（現川口市）に大泉工場（機械鉄鋼場）を創業。1921年（大正10年）立憲政友会に入党し、その後、川口町会議員、同町会議長、同町助役、川口市会議員、同市参事会員、同市助役などを務めた。
1940年（昭和15年）10月、埼玉県立川口工業高等学校設備拡充費として1万円寄付により1941年（昭和16年）9月13日紺綬褒章受章。1941年12月、川口市役所備品として乗用車1台寄付により1942年（昭和17年）4月28日紺綬褒章受章（飾版）。
1947年（昭和22年）埼玉県川口市長（第5代。公選制としては初代）。1949年（昭和24年）の第24回衆議院議員総選挙埼玉1区に民主自由党から立候補し、初当選。1953年（昭和28年）の第26回衆議院議員総選挙落選。
1960年（昭和35年）に長年、鋳造業に携わり発展に努め関係団体の要職に就いて業界の指導発展に寄与したとして藍綬褒章受章。同年、大沢雄一の第29回衆議院議員総選挙立候補に伴う第4回参議院議員通常選挙埼玉県地方区補欠選挙に立候補し、日本社会党の瀬谷英行を破り、初当選。1962年の第6回参議院議員通常選挙で、瀬谷に敗れ落選。
1963年（昭和38年）の第30回衆議院議員総選挙当選。1964年（昭和39年）第3次池田改造内閣と第1次佐藤内閣で北海道開発政務次官を務める。1967年（昭和42年）の第31回衆議院議員総選挙落選。同年の秋の叙勲で勲三等旭日中綬章受章。
1981年2月4日死去、86歳。死没日をもって従四位に叙される。